# Против Тимократа
«Против Тимократа» (др.-греч. Κατὰ Τιμοκράτους) — судебная речь древнегреческого оратора Демосфена, написанная предположительно летом 353 года до н. э. и сохранившаяся в составе «демосфеновского корпуса» под номером XXIV.
Афинянин Тимократ предложил законопроект о разрешении государственным должникам, приговорённым к заключению, выставлять поручителей и выходить после этого на свободу. Диодор заявил в суде, что эта инициатива противоречит другим законам и внесена ради защиты трёх конкретных людей — Андротиона, Главкета и Меламопа. Либаний в связи с этим пишет в своём пересказе речи, что Диодор «пытается оклеветать законодателя». Демосфен написал речь для обвинителя, в которой подробно раскрыл его основные тезисы.
Отдельные фрагменты этой речи позаимствованы из речи Демосфена «Против Андротиона о нарушении законов», написанной для Диодора в 355 году до н. э.